# Soleá (estrofa)
La soleá es una combinación métrica propia de la lírica popular andaluza, compuesta por tres versos de arte menor octosílabos con asonancia en el primer y el tercer verso y sin rima de ninguna especie el segundo (8a, 8-, 8a). Se la conoce también con el nombre de "terceto gallego" o "terceto celta". Entendida como composición poética, suele versar sobre el tema de la soledad y el desengaño. El plural de soleá es soleares.
La soleariya es un derivado de la soleá, en la que el primer verso es hexasílabo y los otros dos endecasílabos. Como variante, la soleariya puede presentar la siguiente estructura: un primer verso hexasílabo, un segundo verso de arte mayor de entre 10 y 12 sílabas, y un tercer verso hexasílabo. En los dos casos citados, la soleariya presenta la rima característica de la soleá, rimando los versos impares en asonante y quedando el segundo libre. 
La soleá ha traspasado los límites de la literatura popular andaluza, incorporándose a la obra de autores como Manuel Machado, quien usó soleares y soleariyas en su libro Cante hondo (1912).
Tengo un querer y una pena.

La pena quiere que viva; 

el querer quiere que muera
(soleá)
Llorando, llorando

nochecita oscura, por aquel camino

la andaba buscando.
(soleariya)
La soleá es considerada como uno de los "cantes grandes" del género flamenco.